# Epiplatys lamottei
Epiplatys lamottei är en fiskart som beskrevs av Daget, 1954. Epiplatys lamottei ingår i släktet Epiplatys och familjen Nothobranchiidae. IUCN kategoriserar arten globalt som sårbar. Inga underarter finns listade i Catalogue of Life.